# James Clifford
James Clifford (26 de junio de  1945) es una persona formada en diversas disciplinas cuya obra combina perspectivas de la historia, la literatura y la antropología. Creció en la ciudad de Nueva York y fue durante treinta y tres años profesor en el Departamento de Historia de la Conciencia de la Universidad de California en Santa Cruz hasta su jubilación en 2011. Clifford y Hayden White fueron a la primera facultad directamente asignada al departamento de posgrado en UC-Santa Cruz. El departamento de Historia de la Conciencia sigue siendo un centro intelectual para la innovación crítica innovadora en los EE. UU. y en el extranjero, en gran parte debido a un grupo de profesores destacados, incluyendo Donna Haraway, Teresa de Lauretis, Víctor Burgin, Angela Davis y Barbara Epstein que fueron contratados en los años ochenta. Clifford sirvió como presidente del departamento de 2004-2007 y fue el director fundador del Centro de UCSC para Estudios Culturales. Ha sido invitado como profesor a visitar países como Francia, Inglaterra y Alemania y fue elegido a la Academia Americana de las Artes y las Ciencias en 2011. 
James Clifford es autor de varios libros ampliamente citados y traducidos, incluyendo el Predicamento de la Cultura: Etnografía, Literatura y Arte del Siglo XXI (1988), Rutas: Viajes y Traducción en el Siglo XX (1997), y Devoluciones: Indígena en el Siglo XXI (2013). Fue coeditor (con George Marcus) de la extensamente influyente colección Retóricas de la antropología (1986). El trabajo de Clifford ha suscitado polémica y debate crítico en varias disciplinas, como la literatura, la historia del arte y los estudios visuales, y especialmente en la antropología cultural. Sus críticas históricas y retóricas a la etnografía contribuyeron al importante período autocrítico y descolonizador de la Antropología de los años ochenta y principios de los noventa. Desde entonces ha trabajado en un marco de estudios culturales que combina el conocimiento intercultural con la tradición británica de Birmingham. Desde el año 2000 su trabajo se ha centrado en los procesos de globalización y descolonización que influyen en las vidas contemporáneas "indígenas".
La investigación de la tesis de James Clifford se llevó a cabo en la Universidad de Harvard en la Historia (1970-1977), y se centró en la historia de la antropología. Se especializó en la tradición francesa, escribiendo sobre Marcel Mauss, Marcel Griaule, Michel Leiris y Claude Lévi-Strauss. Su tesis y primer libro, Person and Myth (1982) fue un estudio del misionero-antropólogo Maurice Leenhardt y la historia colonial de Nueva Caledonia en la Melanesia francesa. Un interés geográfico en el Pacífico Insular continúa influyendo en la erudición de Clifford en temas relacionados indígenas, flujos transnacionales, estudios de museos, estudios visuales y de desempeño, estudios culturales y traducción intercultural.

## Publicaciones
•	Persona y mito: Maurice Leenhardt en el mundo melanesio (University of California Press, 1982; Duke University Press, 1992)

•	La Cultura de la Escritura: la Poética y la Política de la Etnografía, editada con George Marcus (University of California Press, 1986)

 
•	Dilemas de la cultura Antropología, literatura y Arte en la perspectiva postmoderna Gedisa 1995 trad. The Predicament of Culture: Twentieth-Century Ethnography, Literature, and Art  (Harvard University Press, 1988)

•	Teorías que viajan, teóricos que viajan, corregido con Vivek Dhareshwar (inscripciones 5, 1989)

•	Rutas: viajes y traducción a finales del siglo XX (Harvard University Press, 1997)

•	En los bordes de la antropología (Prickly Paradigm Press, 2003)

•	Retorno: Convertirse en indígena en el siglo XXI (Harvard University Press, 2013).